# 兰格雷河
兰格雷河（俄语：Река Лангры），清时称朗格里河，是萨哈林州的河流，源起无水道，长130公里，流域面积1190平方公里，注入阿穆尔溺谷。

## 引用
1. ↑  谭其骧. . 中国地图出版社. 1982-1987.
2. ↑  М·Г·瓦西科夫斯基. . 列宁格勒: 气象出版社. 1973 （俄语）.
3. ↑  . Verumwiki.   [2023-12-31]. （原始内容存档于2023-12-31） （俄语）.